# Metoa desertorum
Metoa desertorum är en stekelart som beskrevs av Dasch 1984. Metoa desertorum ingår i släktet Metoa och familjen brokparasitsteklar. Inga underarter finns listade i Catalogue of Life.